# Short Dog's in the House
Short Dog's in the House è il terzo album in studio del rapper statunitense Too Short, pubblicato nel 1990.

## Tracce
1. Short Dog's in the House (Intro) – 6:02
2. It's Your Life – 4:48
3. The Ghetto – 5:59
4. Short But Funky – 4:13
5. In Tha Oaktown – 4:38
6. Dead Or Alive – 5:46
7. Punk Bitch – 6:01
8. Ain't Nothin' but a Word to Me (feat. Ice Cube) – 4:48
9. Hard on the Boulevard – 6:24
10. Pimpology – 6:07
11. Paula & Janet – 2:37
12. Rap Like Me – 7:38
13. The Ghetto (Reprise) – 5:36